# Cheptainville
Cheptainville  [ʃɛpt̪ɛ̃vil] je francouzská obec v departementu Essonne, v regionu Île-de-France, 34 kilometrů jihozápadně od Paříže.

## Geografie
Sousední obce: Avrainville, Guibeville, Marolles-en-Hurepoix, Saint-Vrain a Lardy.

## Vývoj počtu obyvatel
Počet obyvatel

## Osobnosti obce
- Pierre Dupont, básník a šansoniér, pobýval zde

## Památky
- kostel Saint-Martin